# Mặt trận Quốc gia Dân chủ Xã hội
Mặt trận Quốc gia Dân chủ Xã hội (tiếng Anh: National Social Democratic Front, NSDF), hay Liên minh Dân chủ Xã hội (tiếng Anh: Social Democratic Alliance, SDA) là một đảng chính trị đã tồn tại và hoạt động tại Việt Nam Cộng hòa từ năm 1969 đến tháng 4 năm 1975, do Tổng thống Nguyễn Văn Thiệu thành lập ngày 25 tháng 5 năm 1969 nhằm tạo hẳn các uy thế trên chính trường. Tổ chức này là sự mở rộng của Đảng Dân chủ.

## Lịch sử
Ngay từ khi mới thành lập cho đến lúc giải thể, Mặt trận Quốc gia Dân chủ Xã hội là tổ chức chính trị lớn nhất và luôn chiếm ưu thế trên chính trường Việt Nam Cộng hòa. Tổ chức này là tập hợp của rất nhiều đảng phái, đoàn thể có uy tín trong xã hội đương thời.

### Tên gọi
- 1969 - 1973: Mặt trận Quốc gia Dân chủ Xã hội
- 1973 - 1975: Liên minh Dân chủ Xã hội

### Đoàn kỳ
Lá cờ biểu trưng của Mặt trận Quốc gia Dân chủ Xã hội vốn là đảng kỳ của Đảng Dân chủ. Trong bài viết Chuyện lá cờ, tác giả Nguyễn Duy Ân cho rằng: "Ông Nguyễn Văn Thiệu lập Đảng Dân chủ lại lấy nền vàng sao đỏ làm đảng kỳ như để đối nghịch lại lá cờ của Đảng Cộng sản".

### Thành phần tham gia
| - Khối Công giáo tị nạn miền Bắc Việt Nam - Hội cựu quân nhân Việt Nam Cộng hòa - Việt Nam Quốc dân Đảng - Việt Nam Dân chủ Xã hội Đảng (gia nhập năm 1972) - Đảng Tân Đại Việt (gia nhập năm 1971) | - Đại Việt Cách mạng Đảng - Phong trào Quốc gia Cấp tiến (gia nhập năm 1973) - Việt Nam Nhân xã Cách mạng Đảng - Đảng Công Nông Việt Nam - Lực lượng Đại Đoàn Kết - Các thành viên cũ của Đảng Cần lao Nhân vị |

### Nhân vật nổi bật
| - Nguyễn Văn Thiệu: Chủ tịch. - Nguyễn Ngọc Huy: Tổng thư ký. - Nguyễn Đình Huy: Phó Tổng thư ký. - Tôn Thất Đính - Trần Thiện Khiêm | - Nguyễn Tôn Hoàn - Nguyễn Gia Hiến - Trương Công Cừu - Nguyễn Văn Hiếu - Nguyễn Văn Kiểu |